# James Harrison Oliver

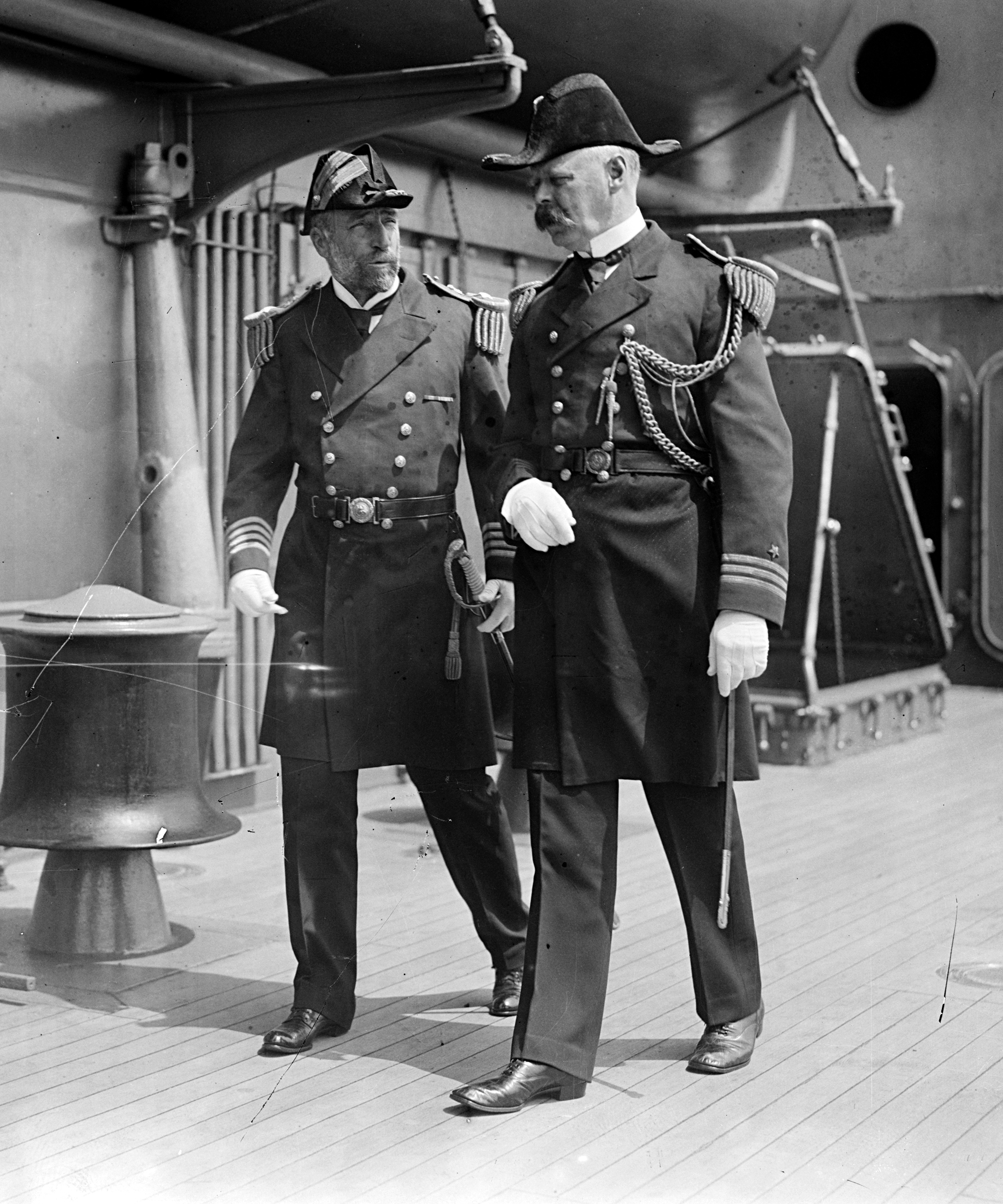
James Harrison Oliver (links) mit Charles Frederick Hughes, dem späteren Chief of Naval Operations (1914)

James Harrison Oliver (* 15. Januar 1857 im Houston County, Georgia; † 6. April 1928 in Charles City, Virginia) war ein US-amerikanischer Marineoffizier. Zwischen 1917 und 1919 war er Militärgouverneur der Amerikanischen Jungferninseln.

## Werdegang
James Oliver besuchte bis 1872 die Washington and Lee University in Lexington. Danach absolvierte er die United States Naval Academy in Annapolis. Anschließend begann er eine lange militärische Laufbahn in der US Navy, in der er zwischen 1877 und 1921 diente und bis zum Konteradmiral aufstieg. Im Jahr 1905 wurde er nach einer Schiffskollision, in die er verwickelt war, vor ein Kriegsgericht gestellt, dort aber freigesprochen. Aus Verärgerung über das Verfahren quittierte er 1905 vorübergehend den Militärdienst. Im Jahr 1906 kehrte er wieder zur Marine zurück, wo er seine Laufbahn fortsetzte. Im Jahr 1910 wurde er zum Kapitän und im Jahr 1916 zum Konteradmiral befördert.
Im Jahr 1917 wurde Oliver von Präsident Woodrow Wilson zum ersten Gouverneur der Amerikanischen Jungferninseln ernannt. Bis zum Eintreffen an seiner neuen Wirkungsstätte wurde er dort von Edwin Taylor Pollock kommissarisch vertreten. Oliver bekleidete sein neues Amt zwischen 1917 und 1919. In dieser Zeit wurden die dortigen Verteidigungsanlagen ausgebaut. Er unterstützte auch die Bildung der einheimischen Bevölkerung und forderte die Entsendung von mehr Lehrern in dieses Gebiet. Im Jahr 1921 schied James Oliver aus dem Militärdienst aus. Er starb am 6. April 1928 in seinem Haus in Charles City, das er im Jahr 1893 erworben hatte.